# (6001) Thalès
(6001) Thalès (dénomination internationale (6001) Thales) est un astéroïde de la ceinture principale découvert par E. W. Elst le 11 février 1988. Sa désignation provisoire est 1988 CP2.
Il a été nommé d'après le célèbre philosophe grec Thalès de Milet (625-547 av. J.-C.).